# Гусимка
Гусимка (Arabidopsis) — рід квіткових рослин із родини капустяних. Рід містить 11 видів, які поширені в Африці, Євразії й Північній Америці.

## Морфологічна характеристика
Це однорічні, дворічні чи багаторічні досить дрібні й тонкі трави зі стрижневим корінням, голі чи запушені. Стебла ± прямовисні, мало розгалужені. Листки від цільних до перистих. Суцвіття щільно щиткоподібні, з дрібними квітками, у плодах видовжені, циліндричні та нещільні. Пелюстки білі, жовті чи фіолетові. Тичинок зазвичай 6. Плід — стручок, розкривний, лінійний. Насіння дуже дрібне, еліпсоподібне.

## Рід в Україні
В Україні ростуть: 
1. Гусимка піскова (A. arenosa) — на піщаних і кам'янистих місцях, у Закарпатті, Карпатах, Прикарпатті, Поліссі, Лісостепу більш-менш звичайний; у Степу рідко.
2. Гусимка звичайна (A. thaliana) — на кам'янистих та сухих схилах, на полях, по всій території.
3. Arabidopsis halleri (syn. Arabis halleri) — на пісковиках та сланцях у субальпійському та альпійському поясі Карпат, Закарпаття та Передкарпаття.
4. Arabidopsis neglecta (syn. Arabis neglecta) — на кам'янистих місцях, на пісковиках та вапняках у субальпійському та альпійському поясах Карпат (гори Близниця, Петрос та Чорногора).
5. Arabidopsis lyrata (у т. ч. Arabidopsis lyrata subsp. petraea = Arabis petraea) — на скелях, схилах, на кам'янистих місцях та у високогір'ї (хр. Чорногора, Чивчинські гори)

## Види
1. Arabidopsis arenicola (Richardson ex Hook.) Al-Shehbaz, Elven, D.F.Murray & Warwick
2. Arabidopsis arenosa (L.) Lawalrée
3. Arabidopsis cebennensis (DC.) O'Kane & Al-Shehbaz
4. Arabidopsis croatica (Schott) O'Kane & Al-Shehbaz
5. Arabidopsis halleri (L.) O'Kane & Al-Shehbaz
6. Arabidopsis lyrata (L.) O'Kane & Al-Shehbaz
7. Arabidopsis neglecta (Schult.) O'Kane & Al-Shehbaz
8. Arabidopsis pedemontana (Boiss.) O'Kane & Al-Shehbaz
9. Arabidopsis petrogena (A.Kern.) V.I.Dorof.
10. Arabidopsis suecica (Fr.) Norrl.
11. Arabidopsis thaliana (L.) Heynh.

## Використання
Молоде листя Arabidopsis lyrata споживають сирим чи приготовленим, наприклад, як зелений овоч. Листя Arabidopsis thaliana споживають сирим чи приготовленим, але воно не дуже приємне, бо досить волохате; рослина використовується в лікувальних цілях; також використовується як модельним організм.